# Crioulo de São Nicolau
| Crioulo de São Nicolau | Crioulo de São Nicolau                                              |
| ---------------------- | ------------------------------------------------------------------- |
| Falado em:             | São Nicolau em Cabo Verde                                           |
| Total falantes:        | approx. 15.000                                                      |
| Classificação:         | Crioulo cabo-verdiano Crioulos de Barlavento Crioulo de São Nicolau |

O Crioulo de São Nicolau é um dialecto do crioulo cabo-verdiano, pertencente ao grupo dos crioulos de Barlavento, falado sobretudo na ilha de São Nicolau.
Estima-se que é falado por 2,80% da população em Cabo Verde, mas esse número pode ser ligeiramente maior devido à migração interna nas ilhas. A esse número deverão ser acrescentados os falantes em comunidades emigrantes no estrangeiro.

## Características
Para além das características gerais dos crioulos de Barlavento o crioulo de São Nicolau ainda tem as seguintes características:
- O aspecto progressivo do presente é formado colocando tâ tâ antes dos verbos: tâ + tâ + V.
- Na conjugação pronominal com a primeira pessoa do singular dos verbos terminados em ~a, o som /ɐ/ está representado por /ɔ/. Ex.: panhó-m’ em vez de panhâ-m’ «apanhar-me», levó-m’ em vez de levâ-m’ «levar-me», coçó-m’ em vez de coçâ-m’ «coçar-me».
- Os sons /k/ e /ɡ/ estão ocasionalmente representados por /ʧ/ e /ʤ/ quando estão antes de vogais palatais. Ex.: f’djêra em vez de f’guêra «figueira», patchê em vez de paquê «porque», Pr’djíça em vez de Pr’guiíça «Preguiça» (topónimo), tchím em vez de quêm «quem».
- O som /ʤ/ (derivado do português antigo escrito j em início de palavra) está parcialmente representado por /ʒ/. Ex. jantâ em vez de djantâ «jantar», jôg’ em vez de djôg' «jogo», mas djâ «já», Djõ «João» mantêm o som /ʤ/.
- As vogais átonas finais /i/ e /u/ não desaparecem quando precedidas dos sons /k/ ou /ɡ/. Ex.: tabácu e não tabóc’ «tabaco», frángu e não fróng’ «frango».

Vocabulário
Gramática
Alfabeto